# Carlos Alfaro Moreno
Carlos Alfaro Moreno, né le 18 octobre 1964 à Buenos Aires (Argentine), est un footballeur argentin, qui évoluait au poste d'attaquant à Platense, au CA Independiente, à l'Espanyol, au Palamós CF, au Barcelona SC, au Club América, au CF Atlante et à Ferro Carril Oeste ainsi qu'en équipe d'Argentine.
Alfaro Moreno marque deux buts lors de ses onze sélections avec l'équipe d'Argentine entre 1989 et 1991. Il participe aux Jeux olympiques en 1988 et à la Copa América en 1989 avec l'équipe d'Argentine.

## Carrière de joueur

### Clubs
- 1983-1988 : Platense
- 1988-1991 : CA Independiente
- 1991-1992 : Espanyol
- 1992-1993 : Palamós CF
- 1993-1994 : CA Independiente
- 1994-1997 : Barcelona SC
- 1997 : Club América
- 1998 : CF Atlante
- 1998-2000 : Barcelona SC
- 2000 : Ferro Carril Oeste
- 2001-2002 : Barcelona SC

### Palmarès

#### En équipe nationale
- 11 sélections et 2 buts avec l'équipe d'Argentine entre 1989 et 1991

#### Avec Independiente
- Vainqueur du Championnat d'Argentine en 1989

#### Avec Barcelona SC
- Vainqueur du Championnat d'Équateur en 1995 et 1997